# Bahri Barbouche
 (octobre 2012).
Si vous disposez d'ouvrages ou d'articles de référence ou si vous connaissez des sites web de qualité traitant du thème abordé ici, merci de compléter l'article en donnant les références utiles à sa vérifiabilité et en les liant à la section « Notes et références ».
Bahri Barbouche, de son nom complet Bahri Ben Arbi Barbouche, né en 1884 au Kef et décédé le 22 novembre 1975 au Kef, est un homme politique et militant tunisien.

## Biographie

### Jeunesse
Bahri Barbouche naît en 1884 dans une maison de la rue Bou Makhlouf, dans la médina du Kef, une grande ville de l'ouest de la Tunisie ; il a trois frères — Hédi, Lahbib, Rejeb — et trois sœurs. La famille, qui y est établie depuis 1719, est originaire de l'île de Djerba, mais a aussi des origines en partie kabyle et berbère.
Dès son jeune âge, il montre un intérêt pour le sort des pauvres qui l'entourent et qui font l'objet de l'exploitation et des privations imposés par les autorités coloniales françaises. Il observe avec indignation certains colons qui s'approprient illégalement les richesses des meilleures terres agricoles, et qui exploitent les richesses minières telles que le phosphate et le fer. Il n'a cependant aucun grief envers les autres non-musulmans vivant au Kef, tels que les Français, Italiens ou Juifs, qui ne sont pas des colons ou qui ne font partie des autorités coloniales. Ces dernières le placent alors sous étroite surveillance.

### Militantisme

#### Cellule du Destour
Avec la naissance du Destour, Bahri Barbouche prend des mesures pour entrer en contact avec ses dirigeants et offrir son soutien ainsi que ceux des militants du Kef. Il rencontre quelques-uns de ses fondateurs, dont Abdelaziz Thâalbi et Mohieddine Klibi, et fonde en 1924 puis préside la première cellule du parti au Kef ; ses membres sont ses proches ainsi que ses amis, parmi eux son frère Hédi Barbouche, son cousin Mohamed Salah Barbouche, Amarra Ben Mouldi, Habib et Mohamed Ben Thligene. Avec ces hommes, Barbouche lance une campagne pour sensibiliser les habitants à la nécessité et au devoir de soutenir le mouvement national : il développe une série d'événements organisés périodiquement sur la place principale de la ville et y prononce des discours exaltant les membres du Destour aux vertus de la liberté, de l'égalité et de l'indépendance. En plus de ses discours, il fonde plusieurs organisations civiques dans la région, y compris une fondation de bienfaisance, la première troupe de théâtre de la ville et la première troupe de scouts islamique, ouverte à tous les jeunes indépendamment de leurs moyens. Toutes ces organisations jouent un rôle important dans la sensibilisation et la motivation des masses à l'action pour une Tunisie indépendante.

#### Rencontre avec Bourguiba
La première rencontre entre Bahri Barbouche et Habib Bourguiba a lieu au Kef en 1934. Barbouche, venu assister à une pièce de théâtre suivie d'une collecte de fonds, remarque un nouveau visage dans la foule, l'un de ses amis lui indiquant qu'il s'agit de Bourguiba, venu rendre visite à son frère, infirmier dans un hôpital de la ville. Barbouche l'invite chez lui et, de cette rencontre, naît une amitié longue et chaleureuse entre les deux hommes. Pendant le séjour de Bourguiba dans la maison des Barbouche, plusieurs réunions sont organisées avec les militants du Kef.
Plus tard, les rencontres et la correspondance conduisent à la décision de fonder un nouveau parti, le Néo-Destour, dont Barbouche est l'un des fondateurs. En route pour participer au congrès inaugural organisé à Ksar Hellal en septembre 1934, il est arrêté par les gendarmes français. Une fois relâché, il retourne au Kef et commence à constituer le réseau du Néo-Destour dans le Nord-Ouest du pays, s'étendant de Siliana (dirigé par la famille Aoun) à Medjez el-Bab ; ses lieutenants sont Hédi Barbouche, Salah Ayach et Slama Ben Ammar. Il intègre le comité central du Néo-Destour en 1936 et reste tout au long de cette phase en contact permanent avec Bourguiba.

#### Emprisonnement
Puisque les activités de Bahri Barbouche sont désapprouvées par les autorités coloniales, il est arrêté et emprisonné à maintes reprises. Son entreprise est mise en faillite, son magasin fermé et le produit de sa ferme confisqué. Pendant ces temps difficiles, sa famille déménage dans la maison de son frère Hédi. Deux de ses garçons sont bannis de leur école par le directeur français qui refuse de leur prêter des livres.
En 1939, juste avant le début de la Seconde Guerre mondiale, les autorités françaises au Kef arrêtent tous ceux qui sont soupçonnés d'être des fauteurs de troubles et les envoient dans différentes prisons. Barbouche, son frère Hédi et quatre communistes russes, diriges par le Juif tunisien Tahar Simon, sont internés à la prison de la kasbah à Tunis, où ils endurent la famine, la torture et l'isolement. Peu de temps après le début de la guerre, Bahri Barbouche et ses aides sont transférés à la prison de Zeitoun au Kef, où ils sont jugés et condamnés à de nouvelles peines de prison. Barbouche est ensuite transféré à la prison militaire de Borj Rawa (Bab Ghadr) où il passe plusieurs mois. Il est ensuite transféré vers un endroit tenu secret.
Lorsque son oncle maternel Mohamed Bel Hajj apprend son lieu d'incarcération, Kalâa Djerda à cinquante kilomètres du Kef, il lui rend visite et, avec l'aide d'un employé de la prison, met au point un plan d'évasion pour Barbouche et ses camarades. Une fois évadé, le groupe trouve un premier refuge chez le clan Zghalma près de Tajerouine ; leurs hôtes leur offrent un abri jusqu'à ce qu'ils soient transférés secrètement dans un faubourg du Kef connu sous le nom de Maidani où, encore une fois, ils sont reçus par les frères Moheiddine et Alwane Maidani. De là, Bahri Barbouche se rend seul à Béja où il vit comme un fugitif. Il apprend là bas que ses camarades du Kef se sont tous rendus aux autorités françaises en Algérie pour les détourner de sa cachette de Béja.

#### Lutte pour l'indépendance
De retour au Kef mais toujours fugitif, Bahri Barbouche a l'occasion d'effectuer des visites nocturnes à sa famille. Il se cache pendant tout un été dans un oued proche de la ferme de son frère Hédi ; les membres de la famille lui fournissent de la nourriture en secret. Il échappe ainsi aux visites fréquentes de la gendarmerie qui le recherche.
Le lieu central de planification de ces activités militantes est la maison des Barbouche, connue sous le nom de code « El Barbouche » et surnommée « maison de la nation » par Bourguiba. Parmi les leaders politiques qui fréquentent secrètement cette maison figure Mongi Slim, Hédi Chaker, Taïeb Mehiri, Ali Belhouane et Salah Ben Youssef. Lorsque Slim arrive déguisé et demande 500 000 francs pour soutenir Bourguiba, Bahri Barbouche et ses amis s'arrangent pour lui remettre 200 000 francs immédiatement, tandis qu'Abdelhafidh Kaddour lui remet 300 000 francs trois jours plus tard, tout cela malgré la misère et les difficultés éprouvées par les habitants.

### Carrière politique
L'indépendance de la Tunisie survient le 20 mars 1956. Bahri Barbouche, qui vient d'endurer dix ans de cavale et de harcèlement, est élu maire du Kef et membre de l'assemblée constituante, le 26 août 1956, comme représentant de la région, après la démission de Salah Bel Aïech.
Il meurt le 22 novembre 1975 à l'âge de 94 ans.

### Vie privée
Il épouse Joséphine Catarinicchia, alias Bebina, une femme d'origine italienne, née en 1896 au Kef. Elle est l'une des premières filles italiennes à obtenir son certificat d'études français au Kef en 1908.
Elle contribue grandement à la protection de son époux et endure également le harcèlement et les menaces des autorités locales. C'est elle qui s'occupe de la famille lorsque Bahri Barbouche est absent, fabriquant son beurre, son fromage, son café et son pain, confectionnant les vêtements de toute la famille.

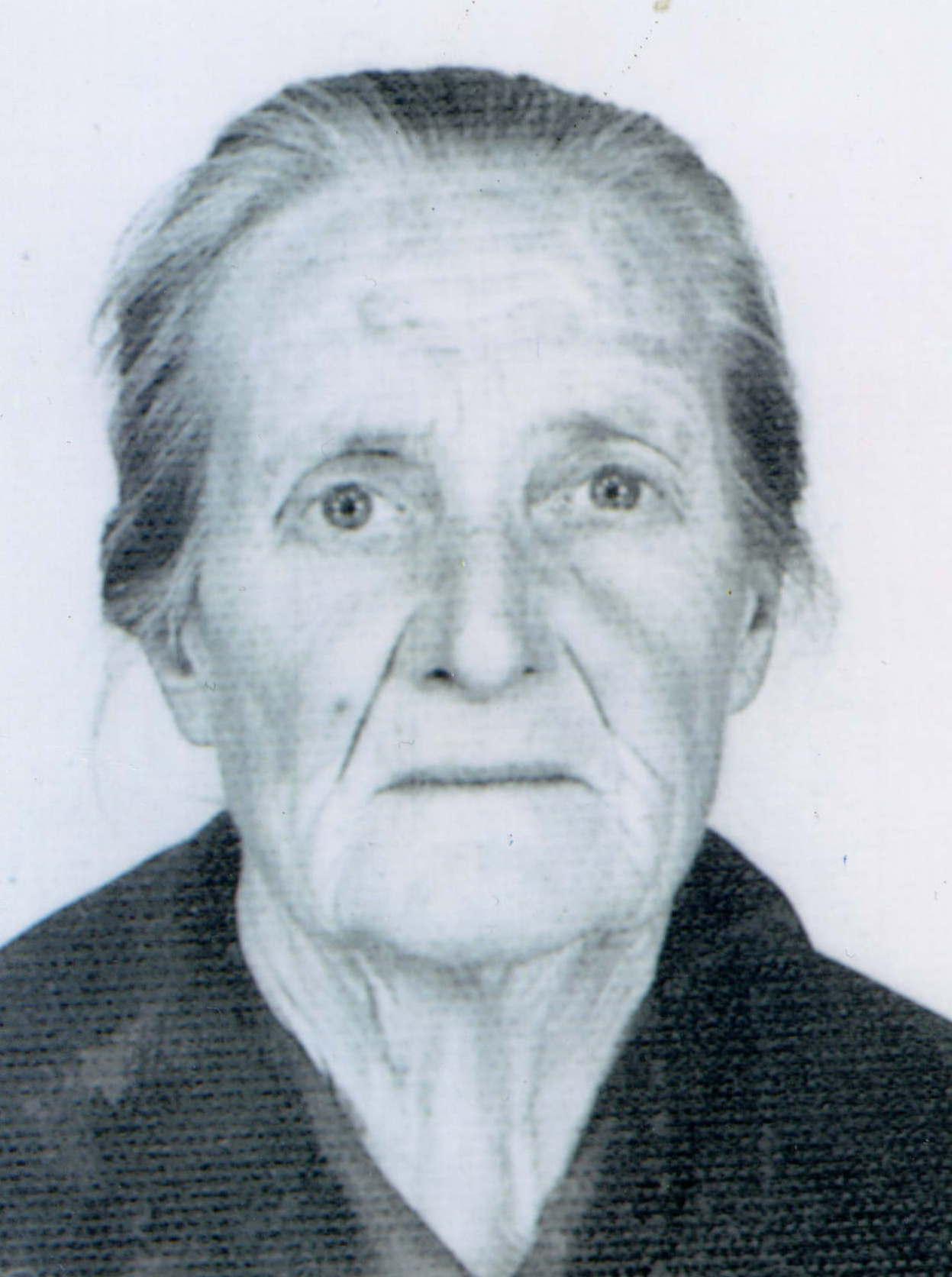
Joséphine Barbouche en 1970
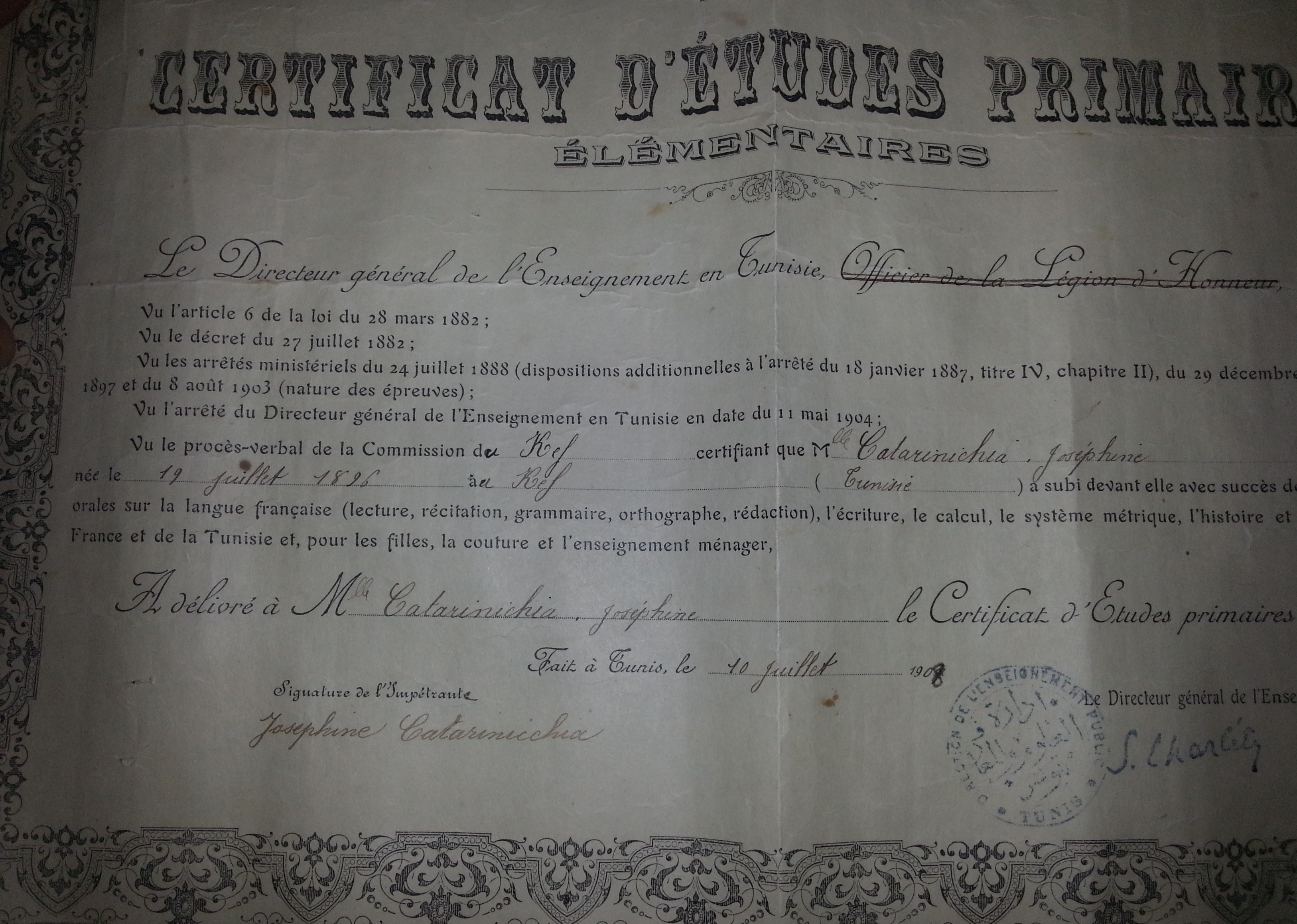
Certificat d'études de Joséphine Catarinicchia décerné en 1908

## Hommages
Habib Bourguiba lui décerne le grand cordon de l'Ordre de l'Indépendance[Quand ?].

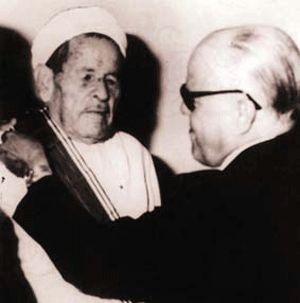
Bahri Barbouche est décoré par Habib Bourguiba

La ville du Kef lui dédie le nom d'un quartier (Cité Bahri Barbouche), ainsi que d'une rue de la ville (rue Bahri Barbouche) située dans l'ancien souk des Juifs.